# Гробница Юбы II
Мавзолей царей Мавретании (Кбор-эр-Румия) — древний погребальный памятник (мавзолей), где похоронены царь Мавретании Юба II и его жена Клеопатра Селена II. Расположен восточнее Типазы, на приморской дороге между Шершелем и Алжиром.
На французском языке мавзолей известен как «Могила христианки» (Tombeau de la Chretienne). На арабском мавзолей называется Kbor er Roumia, что означает «гробница римлянки». Когда арабы покорили Северную Африку, то они называли христиан или места, которые они завоевали, «Ром», «Роман» — как наследников империи ромеев. Поэтому французы перевели «могилу римлянки» как «могилу христианки».

## История
Памятник был построен в 3 г. до н. э для последнего правителя Нумидии (а позже мавретанского царя) Юбы II и его супруги Клеопатры Селены, которая была дочерью последней египетской царицы Клеопатры и римского триумвира Марка Антония. 
Римский географ Помпоний Мела описывает царскую гробницу в Типазе как monumentum commune regiae gentis («общий памятник царского рода»). Если описание мавзолея этим географом является правильным, то здание было предназначено не только для Юба и Клеопатры, но и для захоронения их потомков.
Гробница Юбы II не лишена сходства с мавзолеем в Риме, который приказал построить для себя первый император Октавиан Август. Октавиан начал строить свой мавзолей между 29 — 27 г. до н. э, за некоторое время до того, как Юба II покинул Рим, чтобы вернуться в Нумидию.
В 1555 году алжирский паша Салах-раис отдал приказ снести мавзолей. После того, как большие черные осы смертельно ужалили многих рабочих, приказ был отозван. В конце XVIII века Баба Мухаммед тщетно пытался уничтожить памятник при помощи артиллерии. Позже, когда французы заняли Алжир, сооружение использовалось флотом для отработки стрельбы по мишеням.

## Архитектура

Кбор-эр-Румия в 1880-е гг.

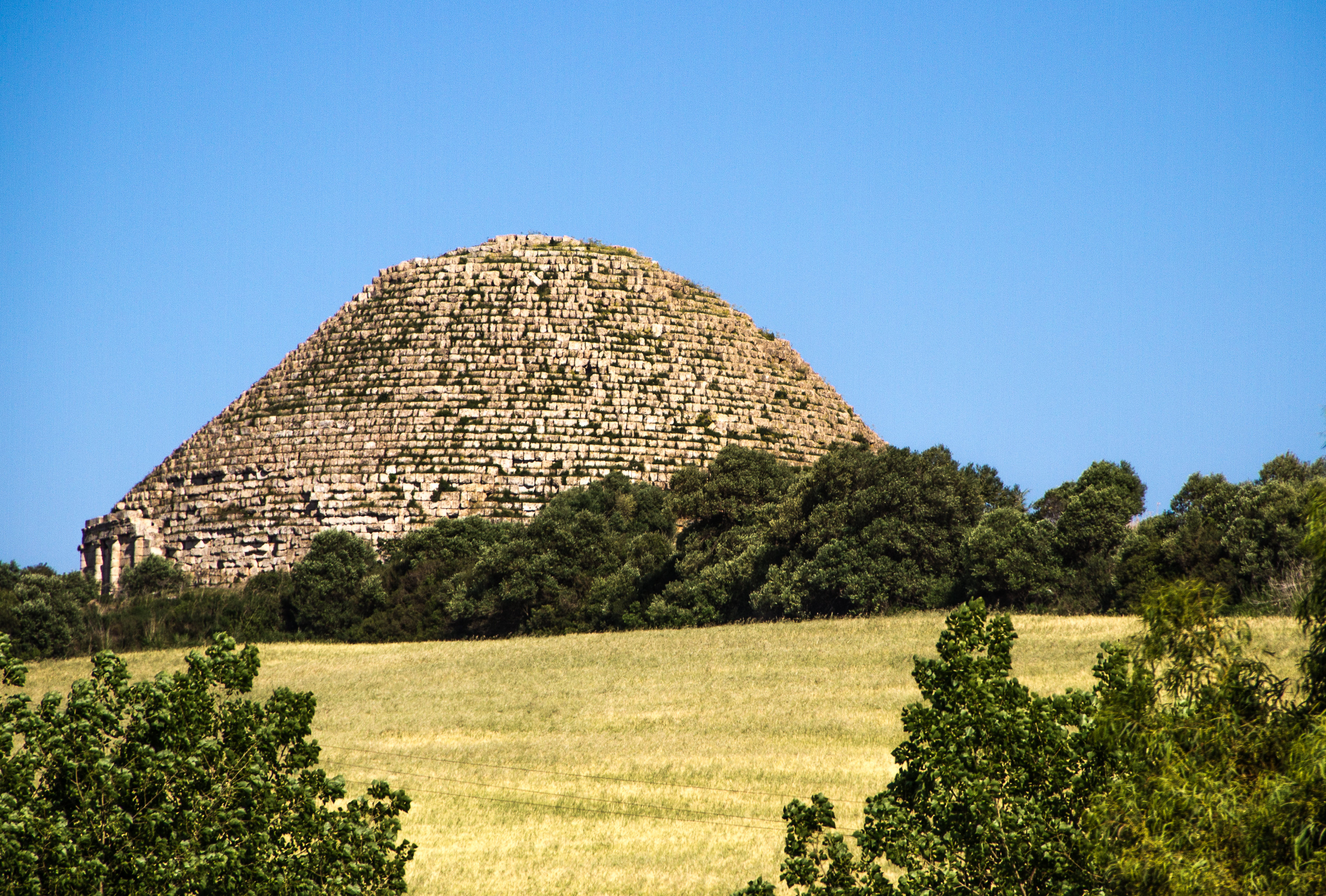
Современное состояние

Гробница принадлежит к распространённому в античности типу мавзолея, который восходит к памятникам Анатолии и Египта. Она построена на 250-метровом холме. Памятник сложен полностью из камня, в то время как его основная структура имеет круглую форму с квадратным основанием, увенчанная конусом или пирамидой. Квадратное основание размером от 60 до 60,9 квадратных метров. Высота памятника изначально была около 40 метров. Из-за воздействия природных стихий и вандализма к началу XXI века высота памятника сократилась до 30 — 32.4 м.
Основание памятника декорировано 60-ю ионическими колоннами. Однако они были удалены или украдены. Внутри, в центре мавзолея находятся две сводчатые камеры, разделенные коротким каналом. Они соединены галереей и внешними каменными дверями, которые можно перемещать вверх и вниз при помощи рычагов. Одна камера составляет 142 фута в длину и 11 футов в ширину и столько же в высоту.

## Современное состояние
На дороге от Шершеля к Типазе вдоль Средиземного моря сосредоточены памятники, оставленные финикийцами, римлянами, ранними христианами и Византией. Вся эта группа руин (включая Кбор-эр-Румия) была внесена ЮНЕСКО в реестр Всемирного наследия в 1982 году.
Хотя древние памятники Типазы и находятся под защитой государства, их сохранности угрожает расширение городских поселений, открытая дренажная канализация, отсутствие профессионального присмотра реставраторов и регулярный вандализм. Соответственно, в 2002-2006 гг. эксперты ЮНЕСКО включали эту группу памятников в Список объектов всемирного наследия, находящихся под угрозой.